# Wojewódzki Szpital dla Nerwowo i Psychicznie Chorych „Dziekanka” im. Aleksandra Piotrowskiego

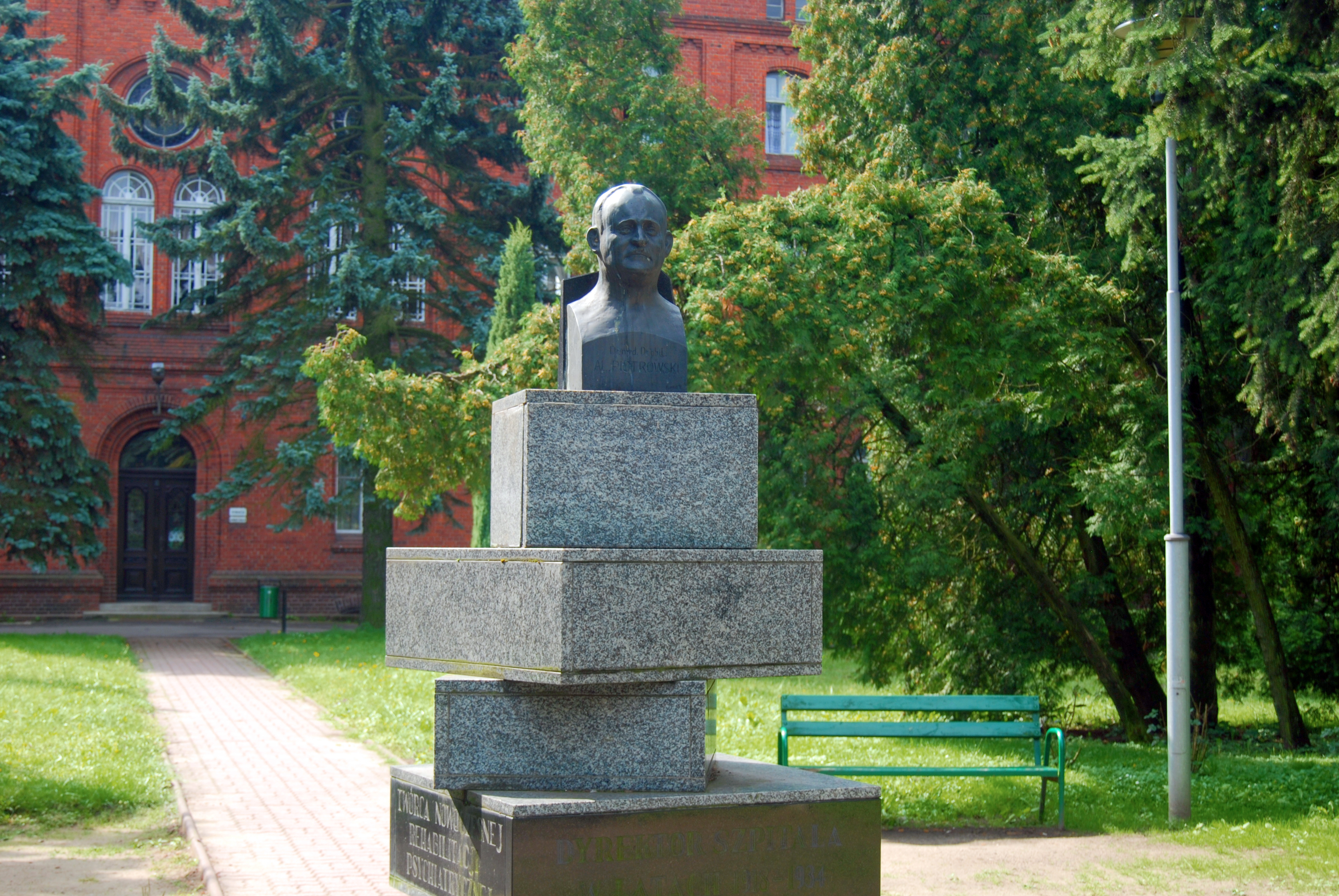
Pomnik Aleksandra Piotrowskiego na terenie szpitala

Wojewódzki Szpital dla Nerwowo i Psychicznie Chorych „Dziekanka” im. Aleksandra Piotrowskiego – jeden z największych i najstarszych w Polsce zakładów psychiatrycznych. Znajduje się przy ulicy Poznańskiej 15 w Gnieźnie, w dzielnicy Dziekanka.

## Charakterystyka
Budowę rozpoczęto w 1891, szpital rozpoczął działalność 20 października 1894 jako Krajowy Zakład Psychiatryczny w Dziekance. Tego dnia zostało przyjętych pierwszych 25 chorych przywiezionych z Krajowego Zakładu Psychiatrycznego w Owińskach koło Poznania.
Pierwszym dyrektorem był dr med. Jakub Kayser, obecnie – Marek Czaplicki.
Aktualnie opiekuje się 1000 pacjentami leczonymi w 21 oddziałach, w tym 16 oddziałach subrejonowych, oddziale odwykowym dla osób uzależnionych od alkoholu, z pododdziałem dla osób uzależnionych od substancji narkotycznych, oddziale psychiatrii dziecięcej, oddziale internistycznym, oddziale pulmonologicznym oraz oddziale neurologicznym. Poza tym od kilku lat działa Przyszpitalna Poradnia Zdrowia Psychicznego oraz Poradnia Internistyczna.
Na terenie tego szpitala znajduje się pomnik założyciela szpitala „Dziekanka” Aleksandra Piotrowskiego, którego współpracownikiem był lekarz psychiatra i filozof medycyny Kazimierz Filip Wize.
1 marca 2023 Rada Miasta Gniezna podjęła uchwałę w sprawie nadania nazwy: „Park  im.  Kazimierza  Filipa  Wizego” parkowi, usytuowanemu na terenie Wojewódzkiego Szpitala dla Nerwowo i Psychicznie Chorych „Dziekanka” w Gnieźnie przy ulicy Poznańskiej.